# تخطيط لوحة مفاتيح
تخطيط لوحة مفاتيح هو تصميم لوحة المفاتيح وكيفية ترتيب الحروف عليها. في البداية؛ كان التخطيط مرتباً أبجدياً لكن بعد ذلك رتبت حسب الحروف الأكثر استخداما.
لكل لغة تخطيط لوحة مفاتيح مختلف عن الأخرى، وهناك أيضا تخطيطات مختلفة لنفس اللغة.

## التخطيطات
قبل اختراع الحاسوب كانت الآلة الكاتبة وسيلة الطباعة والتحرير الرئيسة، وتم اعتماد الكثيرمن أماكن الحروف من تخطيط الآلة الكاتبة ونقله إلى لوحة مفاتيح الحاسب الآلي.
ويذكر أن صحفيا وكاتبا يدعي كروستوفر شولز هو مخترع الآلة الكاتبة في عام 1874 وبعد عدة محاولات وإخفاقات في تصميم لوحة المفاتيح نجح تصميمه ليبيعه لاحقاً لإحدى الشركات.
وفي البداية كان التخطيط مرتباً أبجدياً ثم تبعا لنصحية أحد زملاء كروستوفر حاول أن يضع الحروف الأكثر استخداما في الصف الأساسي الأوسط ليعيد بذلك تخطيط لوحة المفاتيح تبعاً للحروف الأكثر استخداماً وشيوعاً. ويطلق علي هذا التخطيط اسم QWERTY وهو اسم أول ستة حروف في لوحة المفاتيح.
تم تصميم لوحات مفاتيح الكمبيوتر الحديثة لإرسال رمز scancode إلى نظام التشغيل عند الضغط على المفتاح، بدلاً من إرساله الحرف المحدد المحفور على هذا المفتاح. يقوم نظام التشغيل بتحويل رمز الشفرة إلى رمز الحرف الثنائي محدد باستخدام جدول تحويل «رمز الشفرة إلى حرف»، يسمى جدول تعيين لوحة المفاتيح. هذا يعني أنه قد يتم تعيين لوحة المفاتيح الفعلية ديناميكيًا إلى أي تخطيط دون تبديل مكونات الأجهزة - بمجرد تغيير البرنامج الذي يفسر ضغطات المفاتيح. في كثير من الأحيان،  يمكن للمستخدم أن يغير تخطيط لوحة المفاتيح في إعدادات النظام. أي أنه لايلزم أن يكون الرمز الموضح في أعلى المفتاح الفعلي هو نفسه الموجود الذي تتم كتابته.

## أنواع المفاتيح
تتكون لوحة مفاتيح الكمبيوتر من مفاتيح أبجدية رقمية أو رموز للكتابة، مفاتيح التعديل لتغيير وظائف مفاتيح أخرى، مفاتيح التنقل -الأسهم- لتحريك مؤشر النص على الشاشة، مفاتيح الوظائف ومفاتيح أوامر النظام - مثل (هروب)Esc و (إيقاف)Break - لإجراءات خاصة، في كثير من الأحيان تحتوي لوحة المفاتيح على لوحةالمفاتيح الرقمية لتسهيل العمليات الحسابية.
هناك بعض الاختلافات بين نماذج لوحة المفاتيح في التخطيط الميكانيكي -موضع المفتاح - وعدد المفاتيح الموجودة وكيف يتم وضعها على لوحة المفاتيح.

### مفاتيح الحروف
يتكون القسم الأساسي من لوحة المفاتيح من مفاتيح الحروف، والتي يمكن استخدامها لكتابة الحروف والأحرف الأخرى. عادة، هناك ثلاثة صفوف من المفاتيح لكتابة الحروف وعلامات الترقيم، والصف العلوي لكتابة الأرقام والرموز الخاصة، وشريط |مفتاح مسافة}} (المسافة) في الصف السفلي.

### مفاتيح التعديل
إلى جانب مفاتيح الأحرف، تتضمن لوحة المفاتيح مفاتيح خاصة لا تفعل شيئًا بمفردها ولكنها تقوم بتعديل وظائف المفاتيح الأخرى. على سبيل المثال، يمكن استخدام مفتاح Shift لتغيير مخرجات مفاتيح الحروف، في حين أن مفتاحي Ctrl (التحكم) و Alt (البديل) يؤديان إلى عمليات خاصة عند استخدامها بالتنسيق مع مفاتيح أخرى.

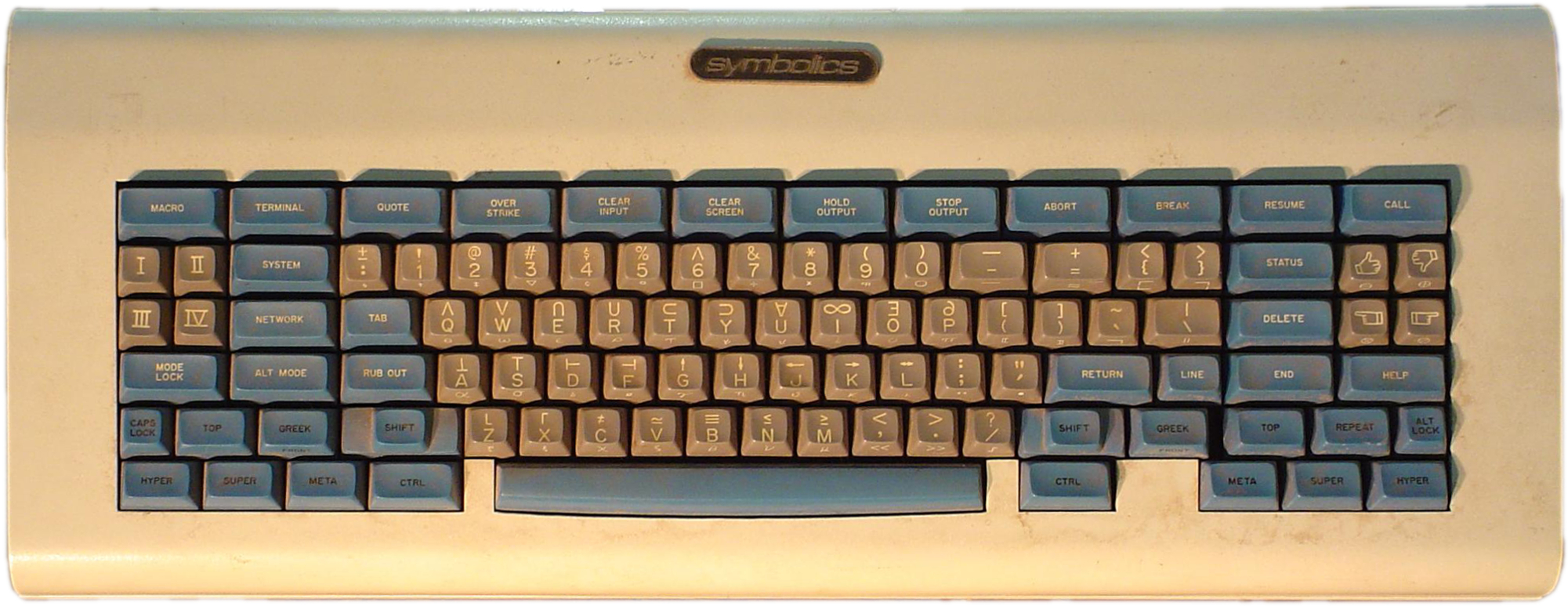
نموذج للوحة مفاتيح سبيس كاديت

جربت بعض لوحات المفاتيح المبكرة استخدام أعداد كبيرة من مفاتيح التعديل. المثال الأكثر تطرفًا على لوحة المفاتيح هذه، ما يسمى بـ «لوحة مفاتيح الفضاء» المتواجده على أجهزة MIT LISP ،
هذا سمح للمستخدم بكتابة أكثر من 8000 حرف ممكن من خلال لعب «الحبال» المناسبة مع الضغط على العديد من مفاتيح التعديل في وقت واحد.

#### مفاتيح هامدة
المفتاح الهامد هو نوع خاص من مفتاح التعديل، يتم الضغط عليه وتحريره قبل المفتاح الآخر بدلاً من الاحتفاظ به أثناء الضغط على مفتاح آخر. لا يؤدي المفتاح الهامد إلى إنشاء حرف بمفرده، ولكنه يعدل الحرف الذي تم إنشاؤه بواسطة المفتاح الذي تم ضربه على الفور بعد ذلك، مما يجعل من الممكن عادةً كتابة حرف مع تشكيل محدد. على سبيل المثال، في بعض تخطيطات لوحة المفاتيح، يكون مفتاح`مفتاح هامد؛ في هذه الحالة، يؤدي الضرب `ثم A إلى (a بلكنة النطقية)، في حين أن` يتبعها E يؤدي إلى è (بلكنة النطقية).

#### مفاتيح التركيب
هاميمكن تصنيف مفتاح «إنشاء» على أنه مفتاح عام قد يكون في بعض الأنظمة متاحًا. يسمح بالوصول إلى مجموعة واسعة من الأحرف الإضافية المحددة مسبقًا من خلال تفسير سلسلة كاملة من ضغطات المفاتيح التي تليها. على سبيل المثال، ظغط مفتاح متبوعًا ب O ثم C ينتج عنهما ©.

## التاريخ

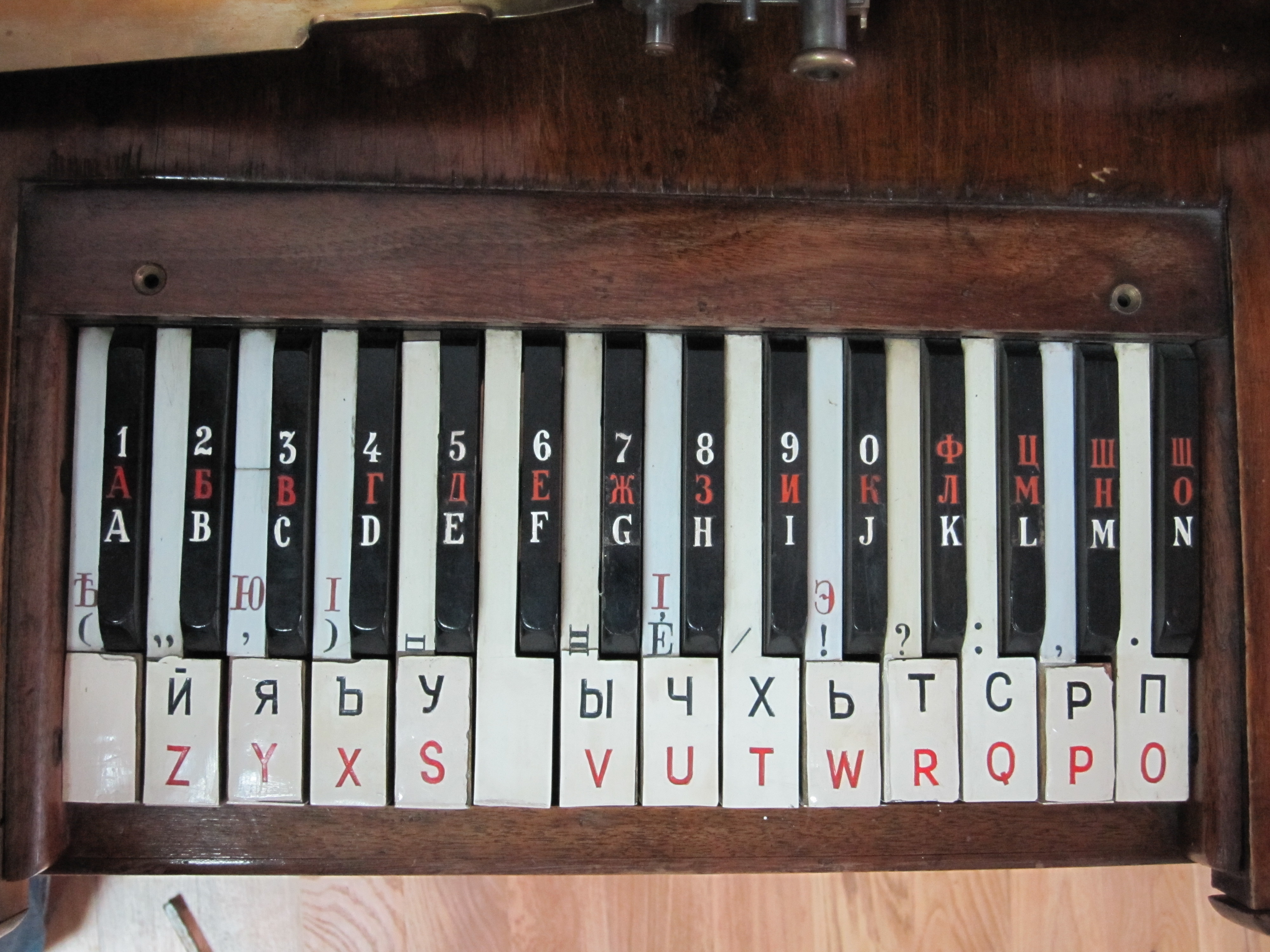
تستخدم بعض آلات الطباعة الأقدم تخطيطًا مشابهًا للوحة مفاتيح البيانو.

تطورت تخطيطات لوحة المفاتيح بمرور الوقت إلى جانب التغييرات التكنولوجية الرئيسية التي كانت مؤثرة. بشكل خاص الآلة الكاتبة (1874،Sholes and Glidden)المعروفه أيضا باسم ريمنجتن رقم 1 أول آلة كاتبة ناجحة تجاريا، والتي أدخلت QWERTY من بعدها. ريمنجتن رقم 2 (1878) الذي قدمت مفتاح shift.
تم استخدام لوحات المفاتيح الميكانيكية الأقدم في الآلات الموسيقية لتشغيل نوتات معينة. مع ظهور التلغراف كانت هناك حاجة للوحة مفاتيح لتحديد الأحرف. وأستخدمة بعض آلات الطباعة القديمة تخطيطًا مشابهًا للوحة مفاتيح البيانو.
في البلدان التي تستخدم النص اللاتيني، يعتمد الجزء الأبجدي الرقمي من لوحة المفاتيح الحديثة في الغالب على تصميم QWERTY من تصميم Christopher Sholes ، الذي وضع المفاتيح بطريقة وضعت بها مجموعات مشتركة مؤلفة من حرفين على جانبي لوحة المفاتيح.
على الرغم من أنه قد ثبت أن تخطيط QWERTY ليس أكثر تخطيط كفاءة للكتابة إلا أنه لا يزال هوالمعيار.
تتوافق معظم لوحات المفاتيح الحديثة بشكل أساسي مع مواصفات التصميم الواردة في الأجزاء 1 و 2 و 5 من السلسلة القياسية الدولية ISO / IEC 9995. تم تحديد هذه المواصفات لأول مرة بواسطة مجموعة المستخدمين في AFNOR في عام 1984 والتي تعمل تحت إشراف Alain . بناءً على هذا العمل
ولدت لوحة مفاتيح الكمبيوتر 104/105 الرئيسية عند إضافة مفتاحين Win(لنظام التشغيل Microsoft Windows) ومفتاح قائمة في الصف السفلي. قد تتضمن لوحات المفاتيح الأحدث إضافات إضافية، مثل مفاتيح الوصول إلى الإنترنت (التنقل عبر شبكة الويب العالمية) وأزرار الوسائط المتعددة (الوصول إلى مشغلات الوسائط).

### اختلاف الحجم

يتضمن هذا الرسم البياني معدل أحجام المفاتيح 60٪ و 80٪ و 100٪. بالنسبة لبعضها البعض ، استنادًا إلى طراز 1x

تحتوي نماذج لوحة المفاتيح الحديثة على عدد محدد من المفاتيح الإجمالية وفقًا لمعاييرها المحددة، الموصوفة باسم 104، 105، وما إلى ذلك، وتباع على أنها لوحات مفاتيح «كاملة الحجم». لا يتم اتباع هذا الرقم دائمًا، وعادةً مايتم تغيرها على تفضيل المستخدم.

#### المتغيرات الوطنية
تحتوي. لوحة مفاتيح IBM PC في الولايات المتحدة على 104 مفاتيح، بينما تحتوي لوحات مفاتيح الكمبيوتر في معظم البلدان الأخرى على 105 مفاتيح. في نظام التشغيل الذي تم تكوينه بلغة غير الإنجليزية، يتم وضع المفاتيح بشكل مختلف. على سبيل المثال، تحولت بعض لوحات المفاتيح المصممة للكتابة باللغة الإسبانية، لتحرير مساحة لـ Ñ / ñ ؛ وبالمثل قد يكون لتلك الخاصة بالفرنسية أو البرتغالية مفتاح خاص للشخصية Ç / ç. وقد تحتوي لوحات المفاتيح المصممة لليابانية على مفاتيح خاصة للتبديل بين البرامج النصية اليابانية واللاتينية، والحرف ¥ (رمز العملة اليابانية أو عملة اليوان الصينية) بدلاً من \ (شرطة مائلة للخلف، والتي قد يتم استبدالها بالأحرف الأولى في بعض المحارف ومخططات الرموز). يؤدي استخدام لوحة مفاتيح للغات بديلة إلى تعارض الصورة على المفتاح مع الحرف. في مثل هذه الحالات، قد تتطلب كل لغة جديدة تسمية إضافية على المفتاح، لأن تخطيطات لوحة المفاتيح القياسية لا تشارك أحرفًا متشابهة بلغات مختلفة.
يُستخدم تخطيط لوحة المفاتيح بالولايات المتحدة افتراضيًا في أنظمة التشغيل الأكثر شيوعًا حاليًا: MS Windows ، Apple macOS وبعض توزيعات لينكس. .

## تخطيطات لوحات المفاتيح اللاتينية -QWERTY-

### QWERTY

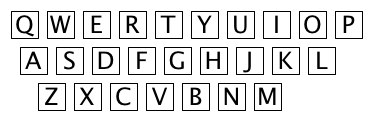
تخطيط كوررتي الأساسي

كويرتي (QWERTY) هو التصميم الأكثر استخداما للوحات المفاتيح الإنجليزية اليوم. الاسم «كويرتي» أتى من أول ستة مفاتيح في هذه اللوحاتQ W E R T Y. تم تصميم لوحة المفاتيح هذه في عام 1874 بواسطة مخترع الآلة الكاتبة الأمريكي كروستوفر شولز، واستخدمت لاحقاً للوحات مفاتيح الحاسوب. بالرغم من أن التصميم قد لا يكون الأكثر كفاءة في الكتابة باللغة الإنجليزية، حيث توجد تصاميم أحدث من كويرتي مثل تصميم دفوراك، إلا أن التصميم لا يزال الأكثر شعبية. بعض اللغات الأخرى تستخدم لوحات مفاتيح مشابهة لكويرتي، مثل لوحة المفاتيح الألمانية التي تعكس مفتاحي Z وY

### (QÜERTY)(الأذرية)
تستخدم لوحات المفاتيح تخطيطًا يُعرف باسم QÜERTY ، حيث تظهر Ü بدلاً من W فوق S ، مع عدم وجود المفتاح W على الإطلاق. والتخطيط مدعوم من قبل Microsoft Windows.

### (ÄWERTY)(التركمانية)
تستخدم لوحات المفاتيح التركمانية تخطيطًا يعرف باسم ERTWERTY ، حيث يظهر بدلاً من Q الحرف. Ü يظهر بدلاً من X أسفل S .و Ç يظهر بدلاً من C ، ويظهر in بدلاً من V ، مع C ، Q ، V. و X لا يمكن الوصول إليها على الإطلاق. يتم دعم التخطيط بواسطة (Microsoft Windows Vista) والإصدارات الأحدث فقط.

### QWERTZ
تخطيط QWERTZ هو تخطيط لوحة المفاتيح العادي في ألمانيا والنمسا وسويسرا. كما أنه يستخدم على نطاق واسع إلى حد ما في جمهورية التشيك وسلوفاكيا وأجزاء أخرى من أوروبا الوسطى. الفرق الرئيسي بينه وبين QWERTY هو أنه يتم تبديل Y و Z ، ويتم استبدال بعض الأحرف الخاصة مثل الأقواس بأحرف كبيرة مثل Ä و Ö و Ü و ß. في الجمهورية التشيكية وسلوفاكيا، تحل الحروف المرتبطة بالأرقام، مثل Ě و Š و Č و Ř و Ž و Ý و Á و Á و replace ، محل أرقام. caplookله نفس الخاصية 

### AZERTY(الليتوانية)
يستخدم تخطيط AZERTY في فرنسا وبلجيكا وبعض البلدان الأفريقية. يختلف عن تخطيط QWERTY بالتالي:
- يتم التبديل بين A و Q
- يتمالتبديل بين Z و W
- يتم نقل M إلى يمين L
- الأرقام من 0 إلى 9 موجودة على نفس المفاتيح، ولكن يجب الضغط على مفتاح shiftبشكل متواصل لكي تستخدم الأرقام.

يتم استبدال مفتاح Caps lock بقفل Shift.

### QZERTY
يتم استخدام تخطيط QZERTY في الغالب في إيطاليا، حيث كان تخطيط الآلة الكاتبة التقليدي. في السنوات الأخيرة، ومع ذلك، فإن تصميم QWERTY المعدل مع مفاتيح مضغوطة مثل à ، è ، ò، اكتسب استخدامًا واسع النطاق في جميع أنحاء إيطاليا
. تحتوي لوحات مفاتيح الكمبيوتر عادةً على QWERTY ، على الرغم من اختلاف الأحرف غير الأبجدية الرقمية.
- يتم تبديل Z و W
- يتم نقل M من يمين N إلى يمين L ، كما هو الحال في AZERTY
- يتم تبديل مفاتيح الأرقام

دعمت Apple تخطيط QZERTY في لوحات المفاتيح الإيطالية المبكرة، وحالياً يتوفر iPod Touch أيضًا.

## تخطيطات لوحة مفاتيح لاتينية غير قائمة على QWERTY
هناك أيضًا تخطيطات لوحة مفاتيح لا تشبه QWERTY عن قرب، هذه التخطيطات مصممة لتقليل حركة الإصبع لتقديم سرعة طباعة أعلى مع مزايا مريحة.

### Dvorak

تخطيط لوحة المفاتح دفوراك

تم تسمية تخطيط دفوراك على اسم مخترعه، أغسطس دفوراك. هناك أيضًا العديد من التعديلات للغات بخلاف الإنجليزية والمتغيرات الفردية.التنسيق الأصلي لـدفوراك بإعادة ترتيب الأرقام، لكن تخطيط اليوم الحالي كان بترتيبها الرقمي. يحتوي Dvorak على العديد من الخصائص المصممة لزيادة سرعة الكتابة وتقليل الأخطاء وزيادة الراحة. وجد البحث أن متوسط الزيادة في سرعة الطباعة هو 4 ٪. يركز التصميم على الأحرف الإنجليزية الأكثر استخدامًا في الصف الرئيسي حيث ترتكز الأصابع، مما يجعل 70٪ من الكتابة تتم في الصف المنزلي أو الأوسط (مقارنة بـ 32٪ في QWERTY).ويتوفر تخطيط Dvorak في معظم أنظمة التشغيل.

### Colemak

350xpالولايات المتحده الأمريكيةColemak تخطيط

يعد تخطيط Colemak بديلاً شائعًا آخر لتخطيط QWERTY القياسي، حيث يوفر تغييرًا مألوفًا للمستخدمين الذين اعتادوا بالفعل على التنسيق القياسي.
إنه يعتمد على تخطيط QWERTY كقاعدة، حيث تم تغيير مواضع 17 مفتاحًا مع الاحتفاظ بمواقع QWERTY لمعظم الأحرف غير الأبجدية والعديد من اختصارات لوحة المفاتيح الشائعة، مما يجعله أسهل في التعلم من Dvorak للأشخاص الذين يكتبون بالفعل في QWERTY. تشترك في العديد من أهداف التصميم مع تخطيط Dvorak ، مثل تقليل مسافة تنقل الإصبع والاستفادة القصوى من الصف المنزلي. تتمثل ميزة تعريف إضافية (وإن كانت اختيارية) في تصميم Colemak في عدم وجود مفتاح Caps Lock؛ يشغل مفتاح مسافة للخلف (الحذف) الموقع الذي يشغله عادة Caps Lock على لوحات المفاتيح الحديثة.
تسمح أنظمة التشغيل مثل macOS و Linux و Android و Chrome OS و BSD للمستخدم بالانتقال إلى تخطيط Colemak. يتوفر برنامج لتثبيت التخطيط لنظام التشغيل Microsoft Windows ، بالإضافة إلى تطبيق AutoHotKey المحمول.

### Workman

تخطيط workman للغة الإنجليزية ، مع إبراز مفاتيح الصف الأوسط

Workman عبارة عن تخطيط باللغة الإنجليزية معتمد بالكامل في أنظمة Linux / X11. يستخدم تخطيط Workman فرضية حول الحركة التفضيلية لكل إصبع بدلاً من التحرك بشكل متقاطع مع الأصابع الأخرى إلى أن أقل صف للحرف يمكن الوصول إليه. على وجه التحديد إصبع السبابة يبقاداخل مجاله بدلا من التمدد للخارج أي أنه لايتحرك للأعلى للوصول لحرف Y مثلا.تم العثور على تصميم Workman لتحقيق مسافة تحرك أقل للأصابع للغة الإنجليزية بشكل عام حتى Colemak.] فإنه يتحمل بشكل عام أن تحتاج إصبع واحد إلى ظغط مفتاحين متتاليين في كثير من الأحيان أكثر من تخطيطات أخرى.

### Qwpr
مثل Qwpr وهو مخطط لا يغير سوى 11 مفتاحًا أساسيًا من QWERTY ، جميعها تحتوي فقط على 3 مفاتيح غير الإصبع. هذه التغيرات تهدف إلى تقليل حركات الأصابع مثل تخطيط Dvorak ولكن مندون الأطرار إلى تعلم الكثير من تغيرات مواضع الأحرف وزيادة القدرة على بقاء بارع باستخدام لوحة مفاتيح QWERTY .تم تصميم تخطيط Qwpr أيضًا للمبرمجين والمستخدمين متعددي اللغات، لأنه يستخدم Caps Lock كـ «محول علامات الترقيم»، مما يوفر وصولاً أسرع إلى رموز ASCII ومفاتيح الأسهم، فضلاً عن 15 مفتاحًا ميتًا لكتابة مئات من الحروف الرسومية المختلفة مثل معلمات الشخصيات، الرموز الرياضية، أو الرموز التعبيرية.

### تخطيط Sholes 2nd
ابتكر كريستوفر لاثام شولز، مخترع تصميم QWERTY ، بديلاً خاص به في عام 1898. مُنحت براءة الاختراع في عام 1896. على غرار Dvorak ، وضع كل حروف العلة في صف المنزل، ولكن في هذه الحالة على اليد اليمنى. التصميم متحيز ناحية اليمين مع كل من أحرف العلة والعديد من حروف العلة الأكثر شيوعًا على الجانب الأيمن من المخطط.

### Neo

تخطيط Neo

تخطيط Neo هو تخطيط لوحة مفاتيح ألماني محسّن تم تطويره في عام 2004 بواسطة مجموعة مستخدمي Neo
 يدعم تقريبًا جميع الحروف الهجائية القائمة على اللاتينية، بما في ذلك الأبجدية الصوتية الدولية، اللغة الفيتنامية وبعض اللغات الأفريقية. ,

### BÉPO

تخيطط BÉP

تخطيط BÉPO هو تخطيط لوحة مفاتيح فرنسي تم تطويره بواسطة مجتمع BÉPO . يدعم جميع الحروف الهجائية القائمة على اللاتينية في الاتحادالأوروبي واليونانية والإسبرانتو. وهي مصممة أيضا لتخفيف البرمجة. يعتمد على أفكار من Dvorak وغيرها من التخطيطات المريحة. عادة ما تكون الكتابة باستخدامه أسهل بسبب مفاتيح كثيرة الأستخدام الموجودة في الصف الرئيسي.
في عام 2019، ظهرت نسخة معدلة قليلاً من تصميم BÉPO في المعيار الفرنسي الذي طورته AFNOR ، إلى جانب نسخة محسنة من تخطيط AZERTY التقليدي. ومع ذلك، لا يزال استخدام تخطيط BÉPO هو المستخدم

### (لوحة مفاتيح_أف) (التركية)
تستخدم اللغة التركية الأبجدية اللاتينية التركية، وتم تصميم لوحة مفاتيح مخصصة لها في عام 1955 من قبل İhsan Sıtkı Yener. خلال تصميمها، تم التحقيق من الحروف التركية الأكثر أستخداما بمساعدة جمعية اللغة التركية. ثم تم الجمع بين هذه الإحصاءات مع دراسات حول تشريح العظام والعضلات للأصابع لتصميم لوحة المفاتيح أف التركية . توفر لوحة المفاتيح توزيعًا متوازنًا لجهد الكتابة بين الأيدي: 49٪ لليد اليسرى و 51٪ لليمين. مع هذا الإعداد العلمي، حطمت تركيا 14 رقمًا قياسيًا في بطولات الآلة الكاتبة بين عامي 1957 و 1995. على الرغم من زيادة كفاءة لوحة المفاتيح F التركية، إلا أن لوحة مفاتيح QWERTY المعدلة ("Q-keyboard") هي تلك المستخدمة في معظم أجهزة الكمبيوتر في تركيا. سبب شعبية QWERTY في تركيا هو أنها قد تم استيرادها بكثره منذ بداية التسعينيات.

### ŪGJRMV
تم تصميم تخطيط JGJRMV خصيصًا للغة اللاتفية.

### تخطيطات اللغة الإنجليزية الأخرى
هناك العديد من المخططات الأخرى للغة الإنجليزية، تم تطوير كل منها بمبادئ أساسية مختلفة.وتم إنشاء أشكال أخرى لتحسين سرعة وكفائة الكتابة.
تصمم المخططات الأخرى بلأعتماد على تقليل الأختلاف في مواضع الأحرف عن التخطيط QWERTY لزيادة معقولة في سرعة الكتابة والحد من إعادة تعلم مواضع المفاتيح .

### تخطيطات لوحة المفاتيح للنصوص الأبجدية غير اللاتينية
تستند بعض تخطيطات لوحة المفاتيح للنصوص الأبجدية غير اللاتينية، وأبرزها التخطيط اليوناني، إلى تخطيط QWERTY ، حيث يتم تعيين الحروف الرسومية على المفاتيح التي تحمل رموزًا متشابهة أو تظهر في QWERTY. هذا يوفر وقت التعلم لأولئك الذين لديهم دراية QWERTY ، ويسهل إدخال الأحرف اللاتينية (مع QWERTY) وكذلك للمستخدمين اليونانيين.هذه ليست قاعدة عامة، وتم اختراع العديد من تخطيطات لوحة المفاتيح غير اللاتينية من البداية.

#### Bengali(بنغالي)

التخطيط الدولي للمفاتيح في بنجلادش

هناك العديد من التخطيطات المختلفة التي تم تطويرها لكتابة أحرف اللغة البنغالية وجهاز محمول.

#### Dhivehi
Dhivehi Keyboards لها تخطيطان. كلاهما يدعمهما Windows XP والإصدارات الأحدث.

#### Khmer

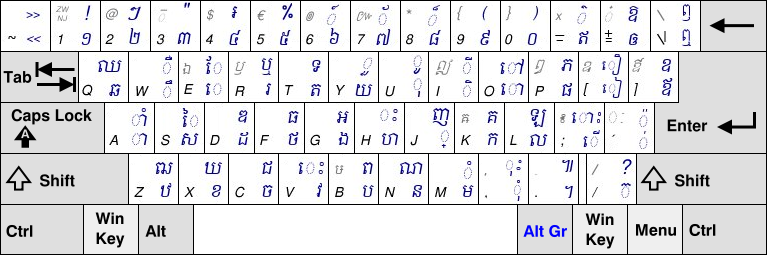
تخطيط كشمار

يستخدم Khmer تخطيطه الخاص المصمم ليتوافق، إلى الحد العملي، مع نظيره QWERTY ، وبالتالي تخفيف إعادة تعلم تخطيط جديد. على سبيل المثال، يتم كتابة الحرف ល [lɔ] على نفس المفتاح مثل الحرف L على qwerty المستند إلى اللغة الإنجليزية.

#### التايلاندية

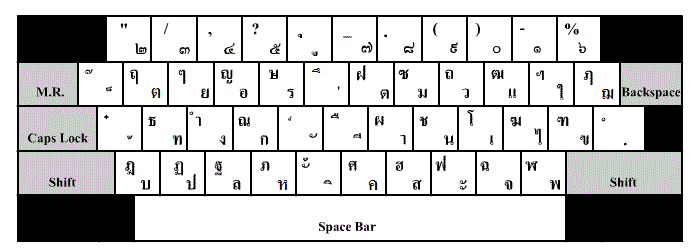
تخطيط لوحة مفاتيح التايلاندية

يتم الوصول إلى الأحرف الأقل استخدامًا بواسطة مفتاح Shift. على الرغم من استخدامها على نطاق واسع باللغة التايلاندية، إلا أن الأرقام العربية غير موجودة في القسم الرئيسي من لوحة المفاتيح. بدلاً من ذلك، يتم الوصول إليهم عبر لوحة المفاتيح الرقمية أو عن طريق التبديل إلى مجموعة الأحرف اللاتينية.

#### Lao
تخطيط لوحة المفاتيح المستخدمة للغة لاو.

#### السنهالية

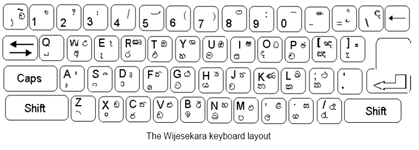
تخطيط لوحة المفاتيح السنهالية

يعتمد تخطيط لوحة المفاتيح السنهالية على الآلة الكاتبة Wijesekara

#### التبتية

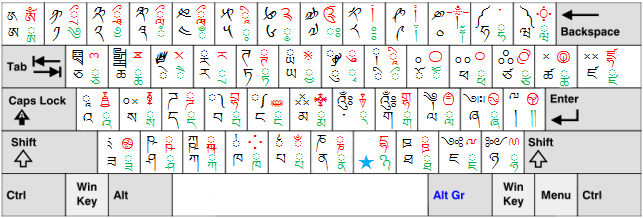
تخطيط لوحة المفاتيح التبتية

المعيار الوطني الصيني هو الذي وحد تخطيط لوحة المفاتيح التبتية.
الإصدار الأول من Microsoft Windows لدعم تخطيط لوحة المفاتيح التبتية هو MS Windows Vista. التخطيط متوفر في نظام Linux منذ سبتمبر 2007.

##### دزونخا (بوتان)

تخطيط دزونخا

يختار المعيار البوتاني الخاص بتخطيط لوحة مفاتيح Dzongkha تخطيط كتابة Dzongkha واللغات الأخرى التي تستخدم النص التبتي في بوتان. تمت صياغة هذا التصميم القياسي من قبل لجنة تطوير Dzongkha وقسم تكنولوجيا المعلومات في بوتان. من السهل جدًا تعلم تخطيط لوحة المفاتيح Dzongkha لأن التسلسل الرئيسي يتبع ترتيب الحروف في الأبجدية Dzongkha والتبتية. التخطيط متوفر في نظام Linux منذ عام 2004.

#### العربية

تخطيط لوحة المفاتيح للغة العربية في نظام الويندوز

تم تطوير هذا التصميم بواسطة Microsoft من تصميم الآلة الكاتبة العربية الكلاسيكية ويستخدم بواسطة أجهزة كمبيوتر IBM. هناك أيضًا متغير من 102 مفتاحًا ومتغير صوتي مكون من 102 مفتاحًا يتناسب مع AZERTY.

تخطيط لوحة المفاتيح للغة العربية في نظام لينكس

بالنسبة إلى لوحات مفاتيح Apple ، يوجد تخطيط مختلف.

##### البلغارية

تخطيط لوحة المفاتيح البلغارية الرسمي

يحدد تخطيط لوحة المفاتيح البلغارية الرسمي الحالي لكل من الآلات الكاتبة ولوحة مفاتيح الكمبيوتر في الدولة البلغارية (المعيار الوطني 5237: 1978). حل محل المعيار القديم،(BDS 5237: 1968)، في 1 يناير 1978. مثل تخطيط Dvorak ، تم تصميمه لتحسين سرعة وكفاءة الطباعة، ووضع الأحرف الأكثر شيوعًا في اللغة البلغارية - О و Н و Т و А - تحت أقوى الأصابع. بالإضافة إلى 30 حرفًا قياسيًا من الأبجدية البلغارية، يشتمل التصميم على الرموز السيريلية غير البلغارية Э و ы والأرقام الرومانية I و V (من المفترض أن يتم تمثيل X بواسطة رأس السيريلية Х ، وهو مقبول في الآلات الكاتبة لكن إشكالية في أجهزة الكمبيوتر).يوجد أيضًا تخطيط غير رسمي ثانٍ للاستخدام الواسع النطاق - ما يسمى بالتخطيط «الصوتي»، حيث يتم تعيين الحروف السيريلية على مفاتيح QWERTY للأحرف اللاتينية التي «تبدو» متشابهة، مع وجود عدة استثناءات (Я تم تعيينه إلى Q ، Ж تم تعيينه إلى V ، وما إلى ذلك - انظر الشكل وقارنه بتخطيط QWERTY القياسي). يتوفر هذا التخطيط كبديل لنظام BDS في بعض أنظمة التشغيل، بما في ذلك Microsoft Windows و Apple Mac OS X و Ubuntu Linux. عادة، يتم إعداد المخططات بحيث يمكن للمستخدم التبديل بين البرنامج النصي اللاتيني والسيريلي بالضغط على Shift + Alt ، وبين BDS و Phonetic بالضغط على Shift + Ctrl.
في عام 2006، اقترح البروفيسور ديميتر سكورديف من كلية الرياضيات والمعلوماتية بجامعة صوفيا وديميتار دوبريف من الأكاديمية البلغارية للعلوم معيارًا جديدًا، (BDS 5237: 2006)، بما في ذلك نسخة منقحة من المخطط القديم، والذي يتضمن الرسالة Ѝ ورأس المال Ы ويستبدل الحرفان I و V برموز العملة الخاصة بـ $ و € على التوالي، وتوحيد التصميم «الصوتي» غير الرسمي. بعد بعض الجدل والنقاش العام في عام 2008، لم يتم قبول الاقتراح،  على الرغم من أنه قد تم استخدامه بالفعل في عدة أماكن يعتمد التصميم «البلغاري الصوتي» في MS Windows Vista عليه.]

##### JCUKEN

التخطيط الروسي

تخطيط لوحة المفاتيح الأكثر شيوعًا في روسيا الحديثة هو ما يسمى بتخطيط النوافذ، وهو التخطيط الروسي الافتراضي المستخدم في نظام التشغيل MS Windows. تم تصميم المخطط ليكون متوافقًا مع الأجهزة في العديد من البلدان الأخرى، ولكن تم تقديم حلول وسط لاستيعاب الأبجدية الأكبر. تشترك رموز التوقف والفاصلة الكاملة في مفتاح، مما يتطلب الاحتفاظ بمفتاح التحول لإنتاج فاصلة، على الرغم من التردد النسبي العالي للفاصلة في اللغة الروسية.
هناك بعض تخطيطات لوحة المفاتيح الروسية الأخرى قيد الاستخدام: على وجه الخصوص، تخطيط الآلة الكاتبة الروسية التقليدية (يتم وضع رموز علامات الترقيم على مفاتيح رقمية، ويحتاج المرء إلى الضغط على مفتاح Shift لإدخال الأرقام) وتخطيط DOS الروسي . يمكن العثور على تخطيط الآلة الكاتبة الروسية على العديد من الآلات الكاتبة الروسية التي تم إنتاجها قبل التسعينيات، وهو تخطيط لوحة المفاتيح الروسي الافتراضي في نظام التشغيل أوبن سولاريس.]تحتوي لوحات المفاتيح في روسيا دائمًا على أحرف السيريلية والأحرف اللاتينية. عادة ما يتم تسمية الحروف السيريلية واللاتينية بألوان مختلفة.

##### تخطيطات لفضية تستند إلى QWERTY / QWETZ الروسية

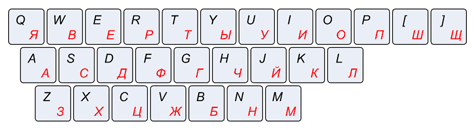
تخطيط لوحة المفاتيح صوتية الروسية

يستخدم تخطيط لوحة المفاتيح الصوتية الروسية على نطاق واسع خارج روسيا، حيث عادة لا توجد حروف روسية مرسومة على أزرار لوحة المفاتيح. تم تصميم هذا التنسيق للطباعين الذين هم أكثر دراية بالتخطيطات الأخرى، مثل لوحة مفاتيح QWERTY الإنجليزية الشائعة، ويتبع المخططات اليونانية والأرمينية في وضع معظم الحروف في مواقع الحروف اللاتينية المقابلة. وهي مشهورة بين كل من الناطقين الأصليين والأشخاص الذين يستخدمون أو يتعلمون أو يتعلمون الروسية .

#### الصربية (السيريلية)

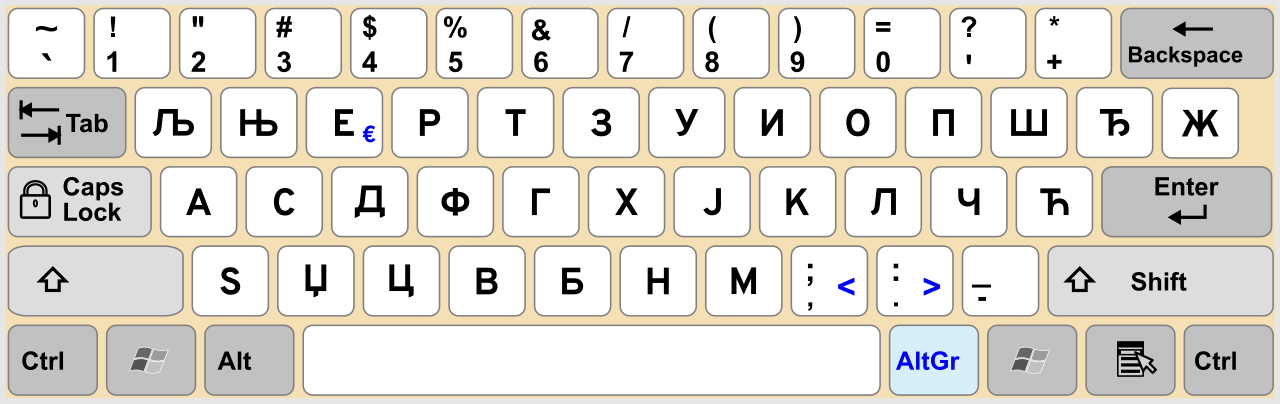
تخطيط لوحة المفاتيح الصربية

يستخدم تخطيط اللغة الصربية السيريلية ستة أحرف خاصة إضافية فريدة أو شبه فريدة من نوعها في الأبجدية الصربية السيريلية: Љ و Њ و Ћ و Ђ و Ј و Ј.
هناك أيضًا لوحة مفاتيح مقدونية مخصصة تستند إلىLjNjERTDz وتستخدم AltGr لكتابة dje و tshe. لم يتم دعم هذا البديل حتى نظام التشغيل Windows Vist.

#### الأوكرانية

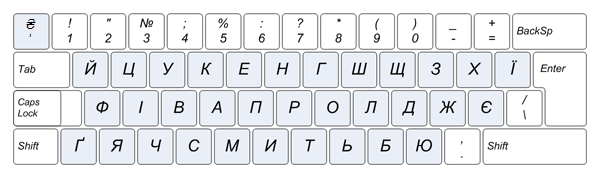
تخطيط لوحة المفاتيح الأوكرانية

غالبًا ما تكون لوحات المفاتيح الأوكرانية قائمة على التخطيط قياسي روسي («نوافذ») واجه تخطيط لوحة المفاتيح هذا العديد من المشكلات، أحدها حذف الحرف Ґ ، والذي لا يوجد باللغة الروسية. والمشكلة الأخرى التي طال أمدها هي حذف الفاصلة العليا، والتي تُستخدم باللغة الأوكرانية بشكل شائع مثلما هو الحال في اللغة الإنجليزية (على الرغم من وجود معنى مختلف)، ولكنها أيضًا غير موجودة باللغة الروسية. تم حل كل من هاتين المشكلتين باستخدام تخطيط لوحة المفاتيح «الأوكرانية المحسنة» لنظام التشغيل Windows المتوفر مع نظام التشغيل Windows والإصدارات اللاحقة من نظام التشغيل Windows.

### الجورجية

لوحة المفاتيح الجورجية

تم تزويد جميع لوحات المفاتيح في جورجيا بأحرف لاتينية وجورجية.

### اليونانية

تخطيط لوحة المفاتيح اليونانية

يتبع المخطط اليوناني المعتاد تخطيط الولايات المتحدة للأحرف المتعلقة بالأحرف اللاتينية (ABDEHIKLMNOPRSTXYZ ، ΑΒΔΕΗΙΚΛΜΝΟΠΡΣΤΧΥΖ ، على التوالي)، ويستبدل الحروف المشابهة صوتيًا (Φ في F ؛؛ في G)يحتوي تخطيط Polytonic اليوناني على العديد من المفاتيح الميتة لإدخال الحروف المحركة. هناك أيضًا التصميم اليوناني 220 والتخطيط اليوناني 319.

### اللغة العبرية

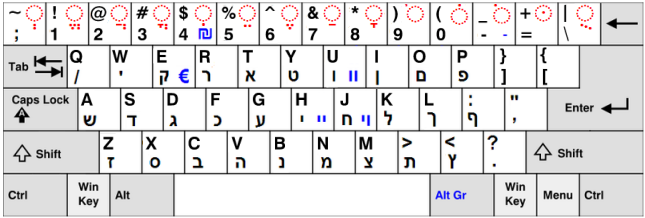
تخطيط اللغة العبرية

جميع لوحات المفاتيح في إسرائيل مزودة بأحرف لاتينية وعبرية. كما توجد طبعات ثلاثية اللغات تتضمن إما العربية أو السيريلية.يتم تمديد بعض تخطيطات العبرية مع رموز نقية (نقاط حرف علة)،  التي تتطلب Alt + Shift أو تركيبة مفاتيح مماثلة من أجل كتابتها.

## لغات شرق آسيا

### اليابانية

تخطيط لوحة المفاتيح اليابانية(OADG 109A) مع مفاتيح هيراغانا

لوحة المفاتيح اليابانية تخطيط أبل مع مفاتيح هيراغانا

يتضمن تخطيط JIS القياسي الكانا الياباني بالإضافة إلى تصميم نمط QWERTY.للكتابه باللغلة اليابانية، الطريقة الأكثر شيوعًا هي إدخال النص صوتيًا، كما kana بالحروف اللاتينية، والتي يتم تحويلها بعد ذلك إلى kanji بواسطة محرر. من الممكن أيضًا كتابة kana مباشرةً ، اعتمادًا على الوضع المستخدم. لكتابة た か は し أو "Takahashi"، وهو اسم ياباني ، يمكن للمرء أن يكتب إما TAKAHAS (H) I في وضع إدخال (Romanized) (Rōmaji)، أو QTFD في وضع إدخال kana. ثم يمكن للمستخدم متابعة خطوة التحويل لتحويل المدخلات إلى كانجي المناسبة.
المفاتيح الإضافية في الصف السفلي (muhenkan) و (henkan) ومفتاح التبديل (Hiragana / Katakana)، والمفاتيح الخاصة في العمود الأيسر (مفتاح hankaku / zenkaku)بالزاوية العلوية اليسرى ومفتاح eisū في موضع (Caps Lock)

## هوامش
1. ↑  depends on OS and (where applicable) institutional policy.